# Residenz Härnösand

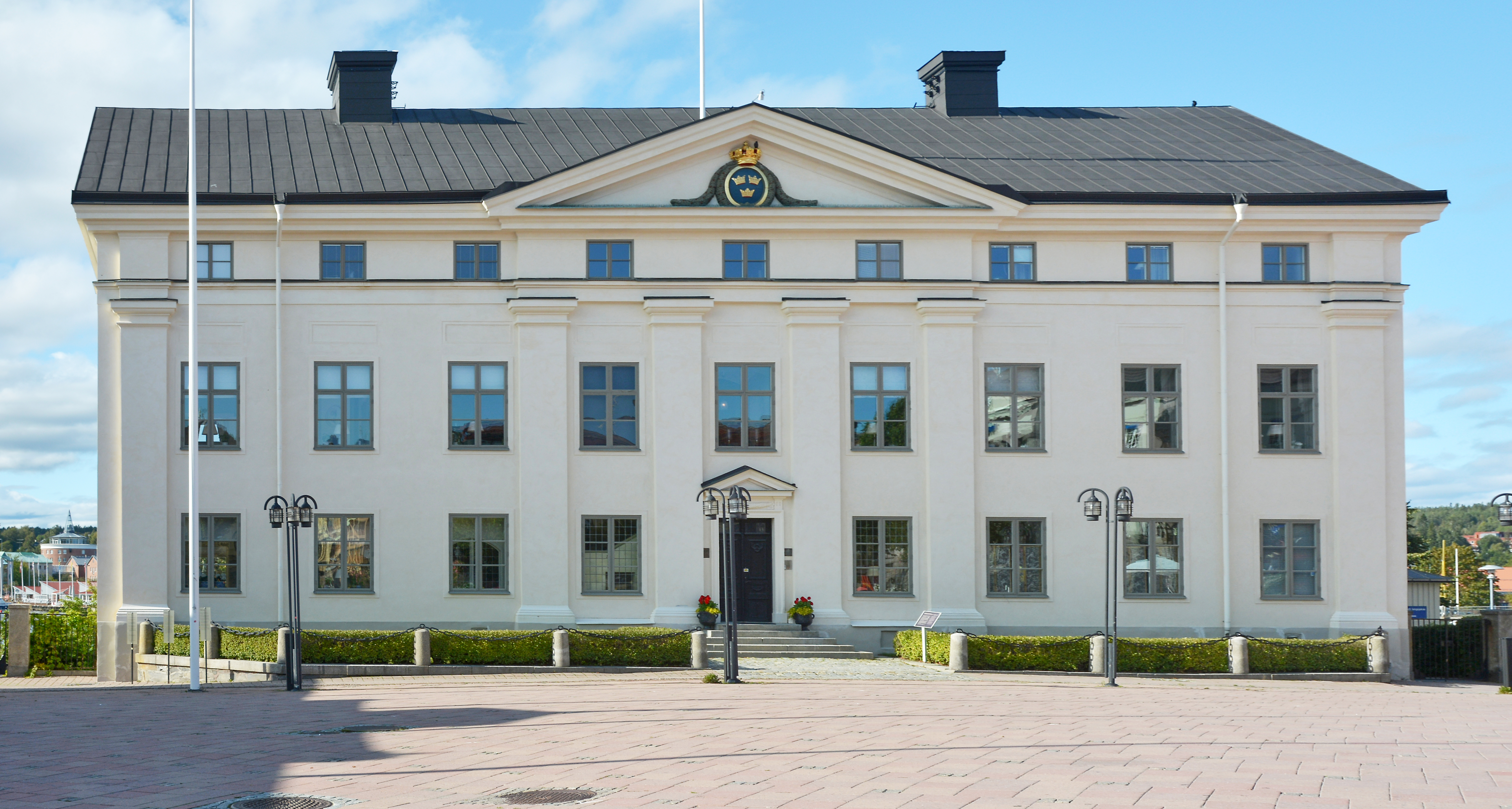
Schloss Härnösand

Die Residenz Härnösand (schwedisch Länsresidenset i Härnösand) ist die offizielle Residenz des Kreisgouverneurs (Landshövding) des Kreises Västernorrland in Schweden. Es liegt im Zentrum von Härnösand. Das Gebäude wurde vom Architekten Olof Tempelman entworfen und zwischen 1785 und 1790 erbaut. Es ist eines der frühesten Beispiele neoklassizistischer Architektur in Schweden. Die schlichte Fassade mit ihrer Kolossalordnung von Pilastern und den relativ wenigen dekorativen Elementen prägte die schwedische Architektur bis weit ins 19. Jahrhundert hinein. In den 1920er Jahren wurde das Gebäude umfassend renoviert. Seit 1935 ist es als Byggnadsminne denkmalgeschützt.

## Geschichte
Härnösand wurde 1646 Sitz eines Bezirksgouverneurs und 1647 wurde für den Gouverneur eine einfache Residenz gebaut. 1654 wurde der Gouverneurssitz jedoch wieder nach Sundsvall verlegt und die Residenz verfiel. 1778 wurde der Sitz des Gouverneurs nach Härnösand zurückverlegt und es oblag den Bürgern, dem Gouverneur einen geeigneten Wohnsitz zur Verfügung zu stellen. Da keine geeigneten Gebäude zur Verfügung standen, residierte der Gouverneur zunächst im Haus des Bürgermeisters.
Aus dem Jahr 1782 existieren nicht signierte Baupläne (möglicherweise von Carl Fredrik Adelcrantz) für ein zweieinhalbstöckiges Wohngebäude aus Holz. Der Gouverneur bestand jedoch darauf, dass die Residenz aus Stein gebaut werden sollte, und 1784 fertigte Tempelmann Entwürfe für das heutige Gebäude an. Der Bau dauerte von 1785 bis 1790.

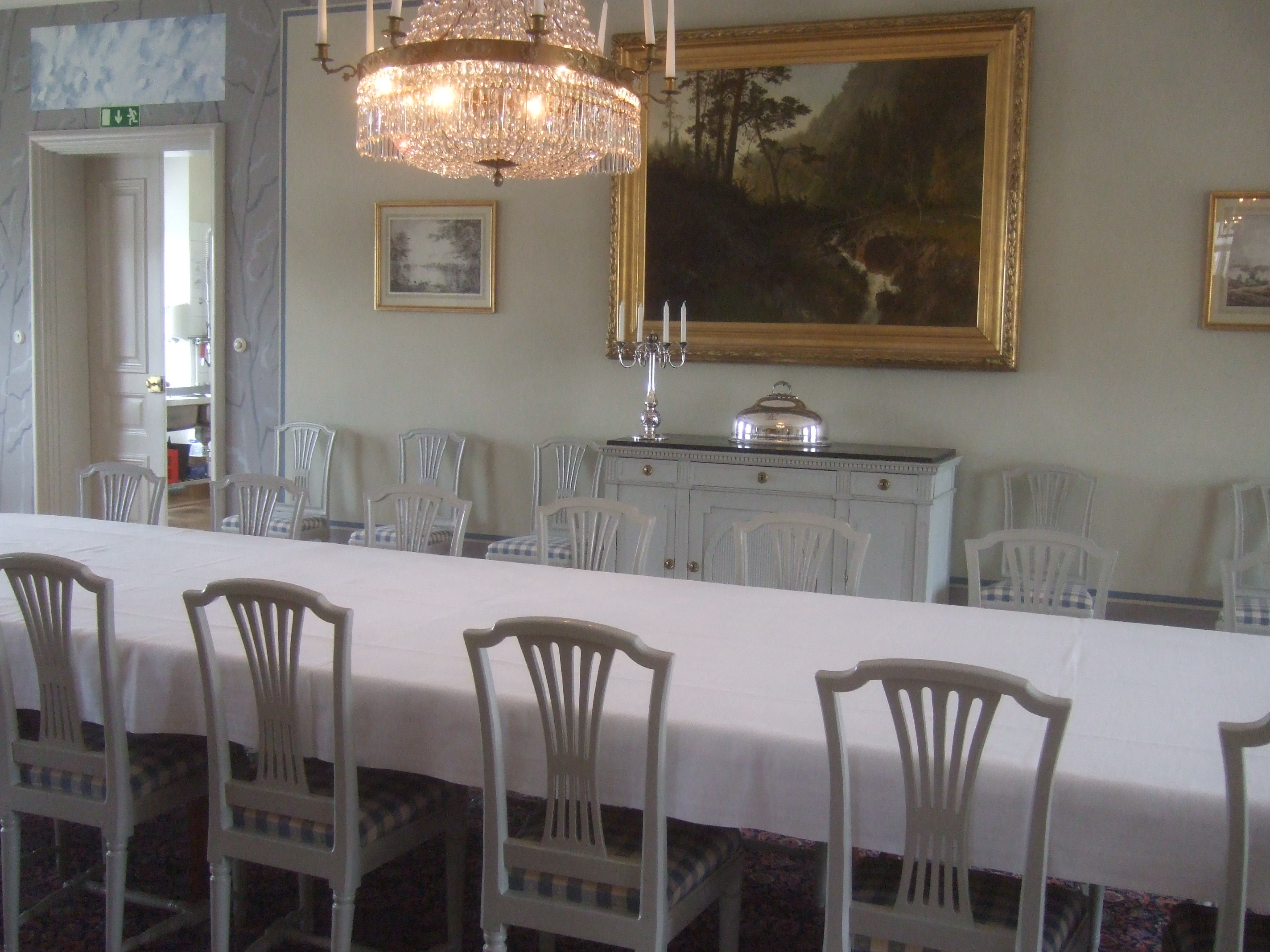
Interior: der Speisesaal, ausgestattet mit Gustavianischen Möbeln.

1909 hatten sich die Wohnbedingungen in der Residenz verschlechtert und wurden für den Gouverneur als zu schlecht erachtet, welcher in ein anderes Gebäude in der Stadt umzog. Gegen Ende der 1920er Jahre wurde von dem Architekten F. Fagerström ein Plan zur Renovierung des Gebäudes erstellt und ausgeführt. Ursprüngliche Details aus den 1790er Jahren blieben erhalten, die Innenaufteilung wurde jedoch weitgehend verändert. Neue Dekorationen wurden vom Künstler Yngve Lundström angefertigt. Der Gouverneur zog 1920 wieder in die Residenz ein. 1955 wurde das Gebäude äußerlich renoviert.
In den Jahren 2000–2001 wurde erneut eine umfassende Renovierung des Innenraums durchgeführt, wobei Lundströms Werk restauriert wurde und die offiziellen Räume mit passenden gustavianischen Möbeln ausgestattet wurden. In den Jahren 2016–2017 wurde auch der Außenbereich renoviert.

## Architektur
Die Residenz ist eines der frühesten Beispiele neoklassizistischer Architektur in Schweden. König Gustav III. war 1784 von einer Grand Tour nach Frankreich und Italien zurückgekehrt, und es ist offensichtlich, dass die vom König im Januar 1785 genehmigten Baupläne stark von neuen Idealen und Ideen beeinflusst sind, die er während der Reise gewonnen hatte. Inspiration stammt von der antiken römischen Architektur und italienischer Renaissance-Architektur, insbesondere von Andrea Palladio, und nicht von französischer Architektur, die während eines Großteils des 18. Jahrhunderts die schwedische Architektur dominiert hatte. Beispielsweise verwendet Tempelman im Entwurf für die Residenz eine von Palladio inspirierte Kolossalordnung mit Pilastern, die auf scharfkantig und artikuliert ausgeführt ist. Die Fassade ist spärlich verziert, es fehlen Girlanden und andere Elemente, die früher beliebt waren. Die schlichte und kraftvolle Gestaltung der Fassade beeinflusste die neoklassizistische Architektur in Schweden, und der Einfluss von Tempelmans Residenzgebäude in Härnösand lässt sich in der schwedischen Architektur bis weit ins 19. Jahrhundert weiterverfolgen.